# Tomaž Globočnik
Tomaž Globočnik (o Tomas; Škofja Loka, 17 aprile 1972) è un ex sciatore nordico sloveno attivo sia nello sci di fondo sia nel biathlon, disciplina nella quale ha colto i maggiori successi.

## Biografia

### Carriera nello sci di fondo
Iniziò praticando lo sci di fondo; in Coppa del Mondo esordì il 12 dicembre 1992 a Ramsau am Dachstein (106º) e ottenne come migliori piazzamenti due 57º posti.

### Carriera nel biathlon
Dal 1994 si dedicò al biathlon; in Coppa del Mondo ottenne il primo risultato di rilievo l'8 dicembre 1994 a Bad Gastein (49º) e il primo podio il 7 gennaio 2001 a Oberhof (3º).
In carriera prese parte a due edizioni dei Giochi olimpici invernali, Nagano 1998 (33º nella sprint, 11º nell'individuale, 12º nella staffetta) e Salt Lake City 2002 (23º nella sprint, 19º nell'inseguimento, 18º nell'individuale, 10º nella staffetta), e a otto dei Campionati mondiali (5º nella gara a squadre a Osrblie 1997 e nell'individuale e nella staffetta a Chanty-Mansijsk 2003 i migliori piazzamenti).

## Palmarès

### Biathlon

#### Coppa del Mondo
- Miglior piazzamento in classifica generale: 14º nel 2001
- 2 podi (1 individuale, 1 a squadre[1]):
  - 2 terzi posti